# Furio
Furio  è un nome proprio di persona italiano maschile.

## Varianti
- Femminili: Furia[1][2]

## Origine e diffusione

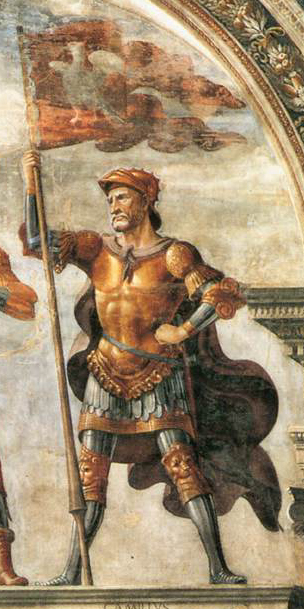
Marco Furio Camillo in un affresco del Ghirlandaio

Deriva dal gentilizio latino Furius proveniente a sua volta, tramite la forma Fusius, dal nome etrusco Fusus, di ignoto significato (sebbene alcune fonti tentino invece di ricollegarlo a termini legati al latino furia, "rabbia").
Il nome è ricordato principalmente grazie alla figura di Marco Furio Camillo, il dittatore onorato con il titolo di "secondo fondatore di Roma". Ripreso in epoca rinascimentale, in Italia è diffuso soprattutto nel Centro e, secondariamente, nel Nord, in particolare in Toscana e a Roma.

## Onomastico
L'onomastico ricorre il 1º novembre, ad Ognissanti, in quanto il nome non è portato da alcun santo ed è quindi adespota.

## Persone
- Furio Dionisio Filocalo, letterato e pittore romano
- Marco Furio Bibaculo, letterato e pittore romano
- Marco Furio Camillo, statista e militare romano
- Furio Arrasich, fumettista italiano
- Furio Cicogna, imprenditore italiano
- Furio Colombo, giornalista, scrittore e politico italiano
- Furio Diaz, storico, insegnante e politico italiano
- Furio Di Castri, contrabbassista italiano
- Furio Fusi, velocista italiano
- Furio Honsell, matematico e politico italiano
- Furio Jesi, storico, saggista, archeologo e germanista italiano
- Furio Lauri, aviatore italiano
- Furio Meniconi, attore italiano
- Furio Niclot Doglio, militare e aviatore italiano
- Furio Radin, politico croato
- Furio Scarpelli, sceneggiatore e disegnatore italiano

### Variante femminile Furia
- Furia Sabina Tranquillina, moglie di Gordiano III

## Il nome nelle arti
- Furio è un personaggio della serie Pokémon.
- Furio Almirante, noto anche come Furio Mascherato o semplicemente Furio, è un personaggio creato da Carlo Cossio.
- Furio Giunta è un personaggio della serie televisiva I Soprano.
- Furio è uno dei tre personaggi principali del film del 1981 Bianco rosso e Verdone.
- Furio, personaggio presente nella serie di romanzi e telefilm Rocco Schiavone.